# Franciaország válsága 1958 májusában

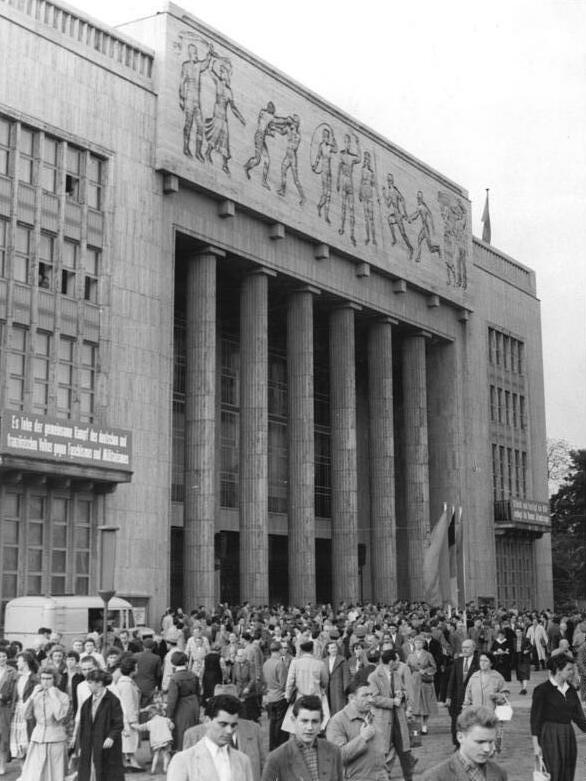
Kommunista tüntetés Kelet-Berlinben, a Karl-Marx Alleen, a Deutsche Sporthallénál, szolidaritásként "a fasizmus ellen harcoló francia néppel".

Az 1958. májusi válság (vagy algíri puccs, vagy május 13-ai puccs) Franciaország politikai válsága volt az algériai függetlenségi háború (1954-1962) idején. Ez a válság vezetett Charles de Gaulle visszatéréséhez a politikába sokéves szünet után, és végső soron az Ötödik Köztársaság megalapításához.
Puccsként indult 1958. május 13-án, amelyet a következő volt és még szolgáló katonák vezettek: Pierre Lagaillarde algíri tanácsos és tartalékos ejtőernyős tiszt, Raoul Salan, Edmond Jouhaud, Jean Gracieux és Jacques Massu tábornokok és Philippe Auboyneau admirális, a földközi-tengeri flotta parancsnoka. A puccsot támogatta Jacques Soustelle algériai főkormányzó is.
A puccs fő célja az volt, hogy a háború közepette megakadályozza Pierre Pflimlin új kormányának a megalakulását és olyan politikai környezetet teremtsen, amely Francia Algéria jobboldali partizánjainak kedvez.

## Háttér
A visszatérő kormányválságok a Negyedik Köztársaság rendszerének instabilitására irányították a figyelmet, és aggodalmakat keltett a hadsereg és a "feketelábúak" (az európai eredetű algériaiak, franciául pied-noir) köreiben, hogy a pártpolitika aláássa Algéria biztonságát. A katonai vezetők hiányolták a megfelelő kormánytámogatást a felkelés elleni harchoz. Elterjedt volt az érzés, hogy az 1954-ben történt indokínai fiaskóhoz hasonló következhet be, és a politikusok megalkuvása itt is hirtelen kivonuláshoz vezethet. Mindezek következménye volt Charles de Gaulle visszatérése a politikába.

## A puccs
Jacques Soustelle, miután 1955-56-ban betöltötte Algéria főkormányzói posztját, visszatért Franciaországba, hogy megszervezze de Gaulle visszatérését a hatalomba, megőrizve szoros kapcsolatait a hadsereggel és a francia telepesekkel. 1958 elejére megszervezett egy puccsot. Jacques Massu tábornok vezetésével egy katonai junta szerezte meg a hatalmat Algírban május 13-ának éjjelén. Raoul Salan tábornok lett a civil közigazgatás szerepét átvevő Közbiztonsági Bizottság vezetője, aki a junta azon követelését képviselte, hogy René Coty elnök nevezze ki de Gaulle-t egy nemzeti egységkormány élére, amely különleges jogokat kapna, hogy megelőzze "Algéria feladását". Salan bejelentette a rádión, hogy a hadsereg "ideiglenesen átvette a felelősséget Francia Algéria sorsáért". Massu nyomására Salan az algíri főkormányzói épület erkélyéről is kikiáltotta: Vive de Gaulle! De Gaulle két nappal később válaszolt, azzal, hogy készen áll "elfogadni a köztársaság hatalmát." Many worried as they saw this answer as support for the army. Egy május 19-ei sajtótájékoztatón de Gaulle megismételte, hogy az ország rendelkezésére áll. Mikor egy újságíró kifejezte sokak félelmét attól, hogy de Gaulle csorbítani fogja a civil jogokat, ő vehemensen reagált:
Tettem ezt valaha? Ellenkezőleg, visszaállítottam őket, miután megszűntek. Ugyan ki fogja azt hinni, hogy 67 évesen diktátori pályába kezdek?
Május 24-én algériai francia ejtőernyősök vér nélkül elfoglalták Korzika szigetét, a Korzika hadművelet keretében. Ezután megkezdődött felkészülés Algériában a Feltámadás hadműveletre. amelynek célja már Párizs elfoglalása és a kormány megdöntése volt, ejtőernyősök és a rambouillet-i bázisú páncélos erők segítségével. A hadműveletre három esetben kerülhetett volna sor: ha de Gaulle-t nem választja elnöknek a parlament, ha de Gaulle katonai segítséget kér a hatalomra kerüléshez, vagy ha a kommunisták kísérletet tesznek a hatalom megkaparintására.
De Gaulle visszatéréséhez sok irányból érkezett támogatás, de voltak kivételek: François Mitterrand, aki Guy Mollet szocialista kormányában volt miniszter, Pierre Mendès France korábbi miniszterelnök a Radikális-Szocialista Pártból, Alain Savary (a Munkásinternacionálé Francia Tagozata politikusa) és a Francia Kommunista Párt. Az ismert ateista Jean-Paul Sartre kijelentette: "Inkább szavaznék Istenre." Mendès-France és Savary. mivel a pártjuk támogatta de Gaulle-t, 1960-ban együtt megalapították a Szocialista Autonóm Pártot, az Egyesült Szocialista Párt (PSU) elődjét.

## De Gaulle visszatérése a hatalomba
Május 29-én René Coty elnök azt mondta a parlament ülésén, hogy a nemzet a polgárháború szélére került, ezért "a legkiválóbb franciához fordulok, a férfihoz, aki történelmünk legsötétebb éveiben vezetőnk volt a szabadság visszahódításában és aki visszautasította, hogy diktátorként állítsa helyre a Köztársaságot. Arra kérem de Gaulle tábornokot, hogy egyeztetésben az államfővel vizsgálják meg, hogy a Köztársaság jogrendjének keretei közt mire van szükség a nemzeti biztonság kormányának azonnali megalakításához, és mit tehetünk, meglehetősen rövid időn belül, az intézményeik mélyreható reformjáért."
De Gaulle elfogadta Coty javaslatát, azzal a feltétellel, hogy új alkotmányt vezetnek be, amely erős elnöki pozíciót teremt, és amelynek alapján az elnökök - köztük az első, de Gaulle maga - hétéves ciklusra kapnak megbízatást. A másik feltétele az volt, hogy hat hónapra rendkívüli jogokat kapjon.
Az új kormányt 1958. június 1-én szavazta meg a nemzetgyűlés, 329 támogató és 224 ellenző szavazattal. De Gaulle ugyanakkor jogot kapott, hogy hat hónapig különleges rendeletekkel (Ordonnance) kormányozzon, illetve azt a feladatot, hogy készítsen elő új alkotmányt.
Az 1958. májusi válság rávilágított, hogy a Negyedik Köztársaság nem számíthat az algériai francia hadsereg támogatására, és még polgári ügyekben is ki van szolgáltatva neki. Ez a hatalmi változás és veszélyei voltak de Gaulle visszatérésének közvetlen okai.

## Az új alkotmány
De Gaulle a Negyedik Köztársaság intézményeit tartotta felelősnek az ország politikai gyengélkedéséért, és ez a nézete ma is népszerű. Mivel felügyelete alatt készült el az új alkotmány, néha a szerzőjének nevezik, pedig nem ő írta, hanem egy követője, Michel Debré , 1958 nyarán. A kézirat híven tükrözte de Gaulle 1946-os bayeux-i beszédeinek javaslatait, amelyek erős végrehajtó testületet (kormányt) eredményeztek egy erősen elnöki rendszerben - az elnök joga volt a minisztertanács kormányzása, illetve a 16. cikkely különleges jogokat biztosított az elnöknek szükségállapot idején.
Miközben a legtöbb politikus támogatta de Gaulle-t, híressé vált François Mitterrand megjegyzése, amely 1964 "permanens puccsnak" bélyegezte a rezsimet. 1958 szeptember 28-án került sor az 1958-as francia alkotmány népszavazásra), amelyen a szavazók 79,2%-a támogatta az új alkotmányt és az Ötödik Köztársaság létrehozását. A gyarmatok választhattak az azonnali függetlenség és az új alkotmány között. (Algéria nem gyarmat volt, hanem Franciaország három megyéje.) Minden gyarmat az új alkotmányra szavazott, és a Francia Unió helyett a Francia Közösség létrehozására, kivéve Guineát, amely így az első függetlenné vált afrikai francia gyarmat lett, azon az áron, hogy azonnal elveszített minden francia segítséget.
De Gaulle-t közvetett választással 1958. december 21-én a Francia Köztársaság és az Afrikai és Malagázi Közösség elnökévé választották.

## Fordítás
- Ez a szócikk részben vagy egészben  a   May 1958 crisis in France című angol Wikipédia-szócikk ezen változatának fordításán alapul.  Az eredeti cikk szerkesztőit annak laptörténete sorolja fel. Ez a jelzés csupán a megfogalmazás eredetét és a szerzői jogokat jelzi, nem szolgál a cikkben szereplő információk forrásmegjelöléseként.